# Hapung Torop
Hapung Torop is een bestuurslaag in het regentschap Padang Lawas van de provincie Noord-Sumatra, Indonesië. Hapung Torop telt 334 inwoners (volkstelling 2010).